# Quale signora
Quale signora è un brano musicale, scritto da Maurizio Monti e Giovanni Ullu e arrangiato da Giovanni Ullu, interpretato da Patty Pravo, pubblicato nell'aprile 1974 dalla casa discografica RCA come brano d'apertura dell'album Mai una signora.
La canzone è stata proposta nei concerti della cantante, del tour Patty Pravo Live 1976.

## Il brano
Venne bandito dalle radio perché metteva in discussione tematiche delicate quali la maternità e la pillola anticoncezionale, tematiche di estrema attualità in quegli anni, ma alquanto insolite per la discografia dell'epoca:
L'idea di partenza era di utilizzare il brano come promozionale per il disco Mai una signora, ma venne subito scartata a priori e per ovvi motivi, e in sostituzione fu utilizzato il brano La valigia blu (retro del 45 giri Come un Pierrot/La valigia blu).
Quale signora venne comunque inserito nei juke-box (lato A del 45 giri promo Quale signora/Addormentata, de I Panda).

## Cover ed altre versioni
Nel 1978 lo stesso autore e arrangiatore, Giovanni Ullu, ne incise una reinterpretazione intitolata Ragazzina che utilizzò, anch'esso, come brano d'apertura del suo album, intitolato Ullu.

## Tracce
Vinile 1974 promo
Lato A
1. Quale signora - 5:27

Lato B
1. Addormentata (I Panda) - 5:12